# Mihály Dénes

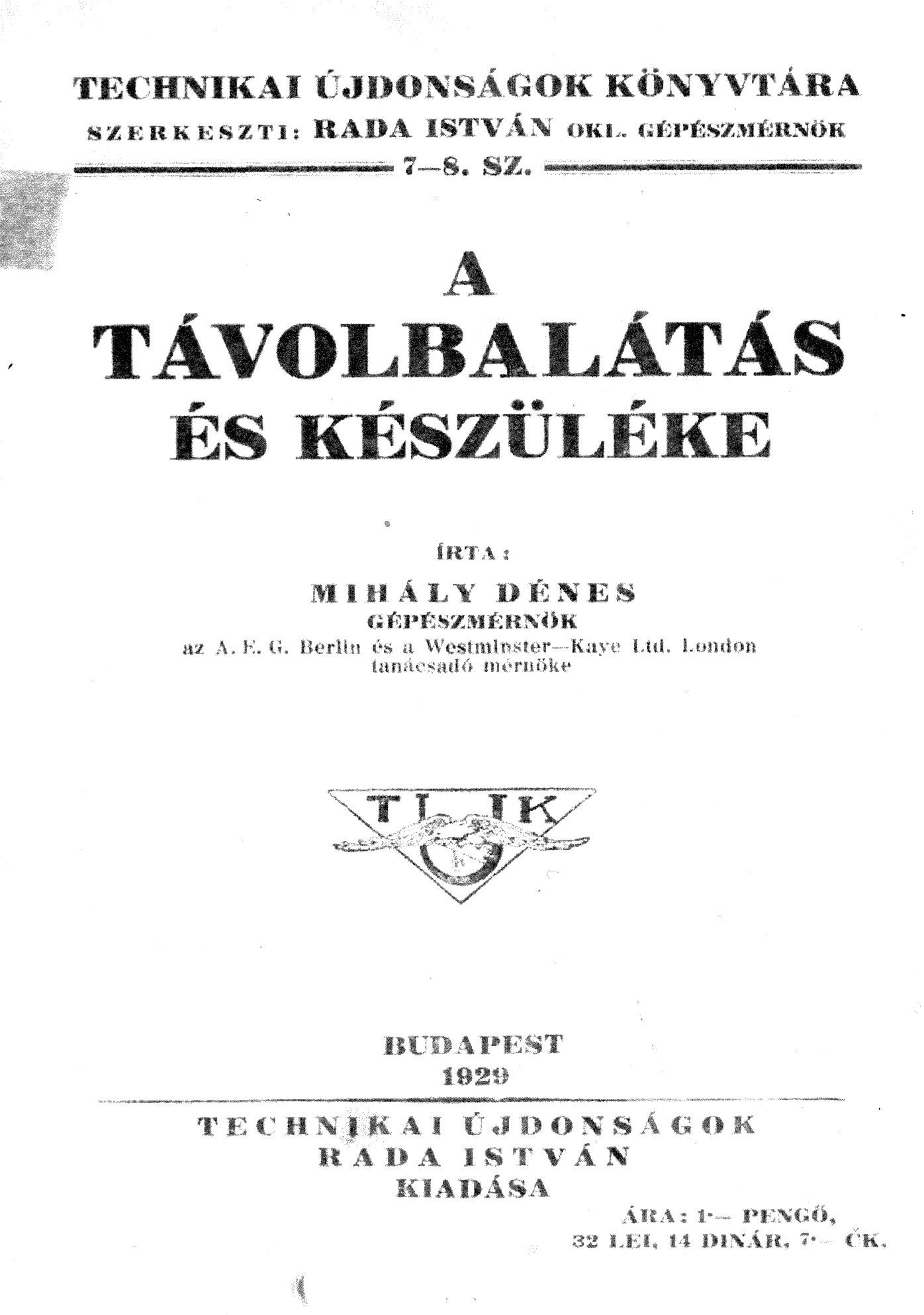
Mihály Dénes írása a Telehorról

Homoródlövétei Mihály Dénes (Gödöllő, 1894. július 7. – Nyugat-Berlin, 1953. augusztus 29.) magyar mérnök, feltaláló.

## Élete
Homoródlövétei Mihály József (1853–1927) orvos, író, iskolaigazgató és csíkszentkirályi Ambrus Mária (1865–1940) fia.
1904–1912 között a mai budapesti Vörösmarty Mihály Gimnázium tanulója volt, majd a Magyar Királyi József Műegyetemen szerzett gépészmérnöki oklevelet.
Már mint gimnazistát is elsősorban a távolbalátás kérdése foglalkoztatta, amely azután egész életét végigkísérte. Az egyetem után kísérleteit a budapesti Telefongyárban kezdte meg. Legelső távolbalátó elgondolása, az 1919-ből származó "Telehor"-ja szeléncellával és húros oszcillográffal működött, s állóképek közvetítésére volt alkalmas több kilométer távolságra. A fejlesztési munka itthoni nehézségei miatt 1924-ben elfogadta a berlini Allgemeine Elektrizitats-Gesellschaft (AEG) meghívását, itt kutatásait jobb körülmények között tudta folytatni. 1928-ban a német birodalmi posta hivatalos kiállításán - nagy feltűnést keltve - mutatta be a tökéletesített készülékét és érzékeltette a távolbalátást, ami akkor csupán állóképek és egyszerű mozgó tárgyak megmutatásából állt. Ugyanez év novemberében sikerült először a filmek, mozgóképek átvitele, míg 1929. március 8-án a berlin-witzlebeni rádióállomás - a 175,4 m-es hullámhosszon - először a világon, mozgó televíziós közvetítést adott, majd rövid idő múlva sikerült szobában ülő személyek képét mesterséges fényforrás közvetítése nélkül is "átvinni". A televíziós készülékek gyártására vállalatot alapított, "Telehor A. G." elnevezéssel, amely készülékeinek fejlesztését tűzte ki célul. 1935-ben E. H. Traub fizikussal továbbfejlesztette rendszerét, ez volt a forgótükrös, kis kapacitású Kerr-cellával, mint fényrelével dolgozó Mihály-Traub-féle vevőkészülék.
A hangosfilm kérdéseivel is foglalkozott, ő tekinthető a mai értelemben vett hangosfilm feltalálójának. Hangosfilmje egyrészt 35 mm szélességű normálfilm-szalagra készült, másrészt technikailag jó hangrögzítést biztosított.
Felesége erdőtelki Halmay Gizella volt, erdőtelki Halmay Emil és Krumpholz Gizella lánya, akit 1925. február 4-én Budapesten, a Józsefvárosban vett nőül.

## Galéria

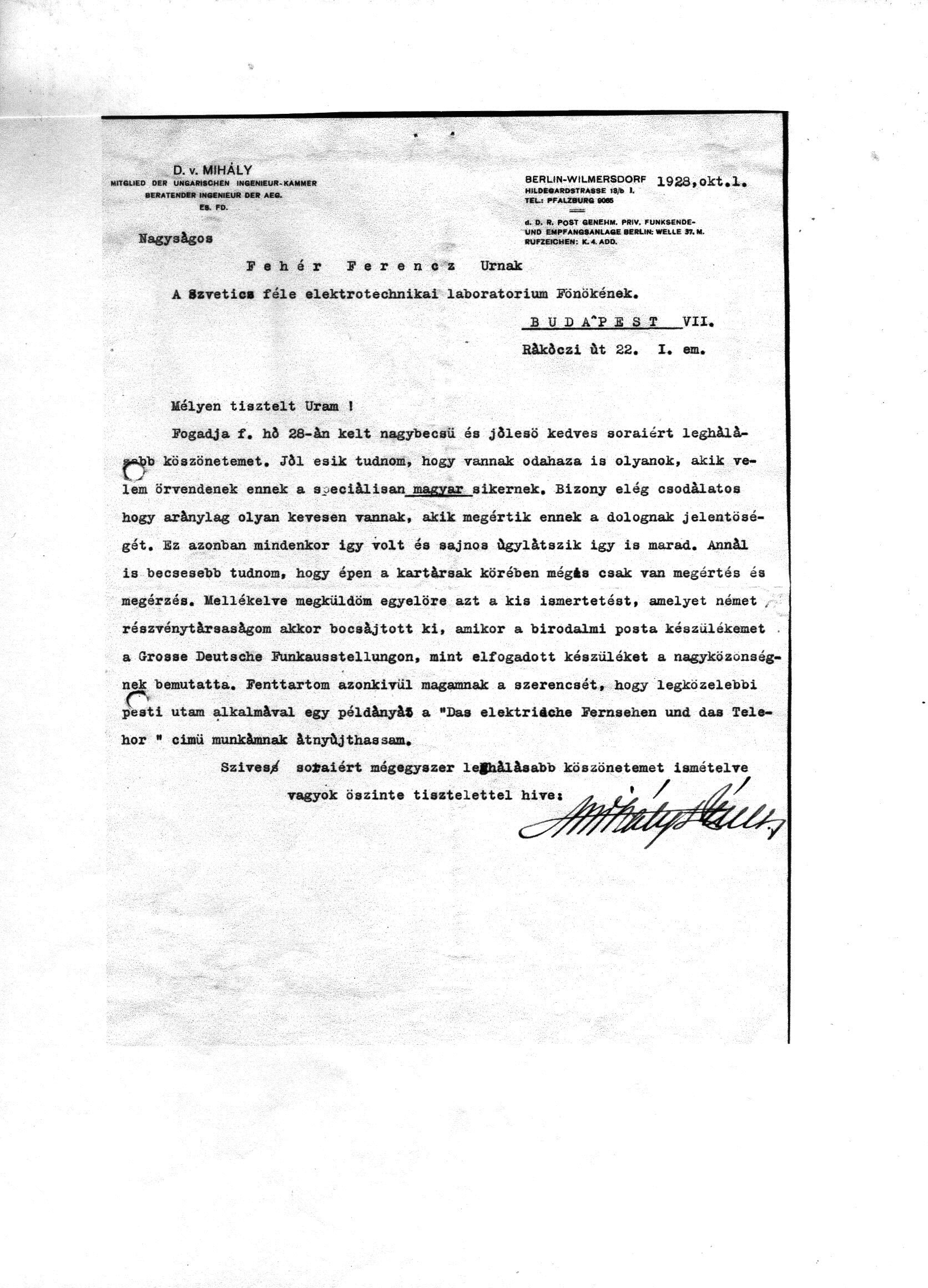
Mihály Dénes levele Fehér Ferencnek
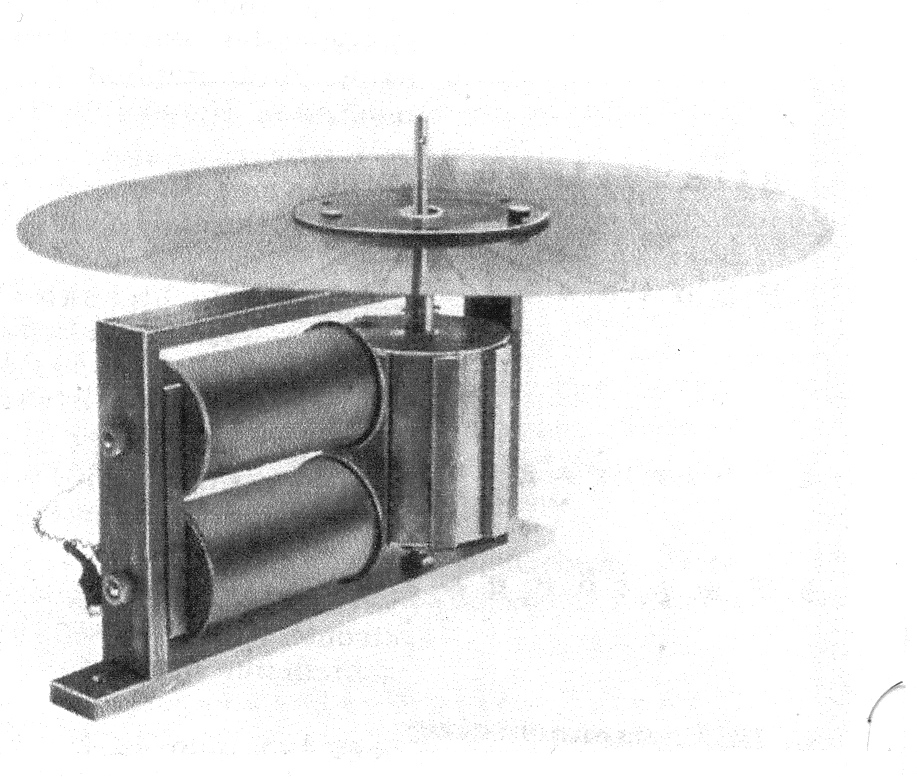
Nipkow-tárcsa a hajtással
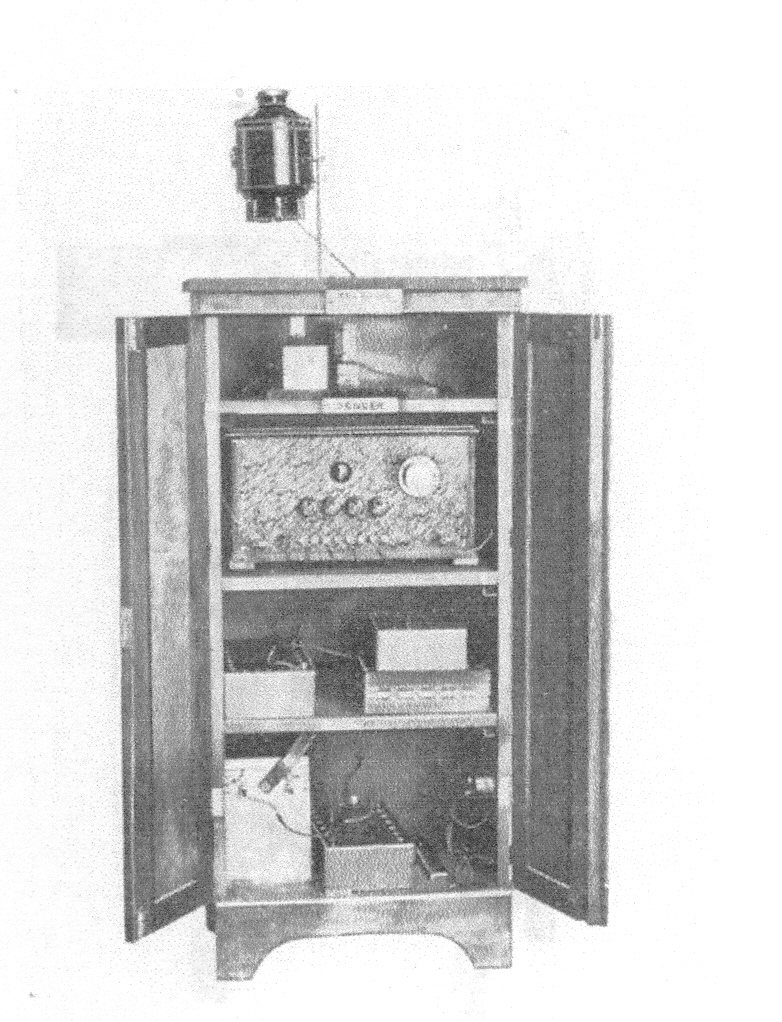
Telehor adó
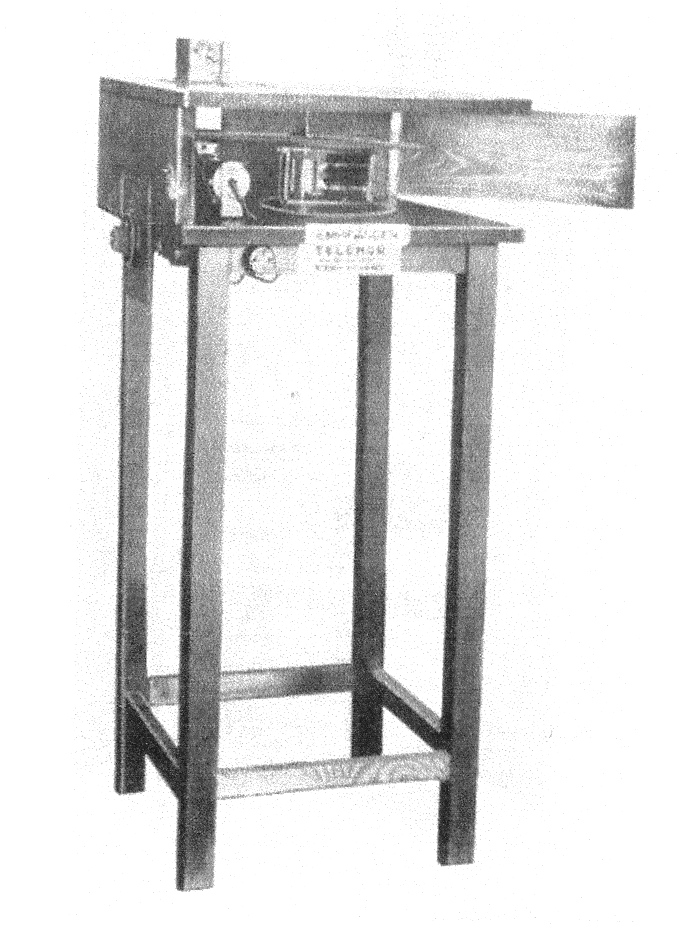
Telehor vevő

## Emlékezete
Gödöllőn egy utca viseli a híres szülött nevét (Mihály Dénes köz), ahol egy emléktáblát is elhelyeztek tiszteletére.